# Кашино (Киржачский район)
Ка́шино — деревня в Киржачском районе Владимирской области России. Входит в состав Филипповского сельского поселения.
Деревню со всех сторон окружают леса, через неё протекает река Большая Дубна. Имеется детский сад.

## История
В конце XIX — начале XX века деревня входила в состав Финеевской волости Покровского уезда, с 1926 года — в составе Киржачской волости Александровского уезда. В 1859 году в деревне числилось 48 дворов, в 1905 году — 91 дворов, в 1926 году — 129 дворов.
В XIX — начале XX века деревня относилась к Богородскому церковному приходу.
С 1929 года деревня являлась центром Кашинского сельсовета Киржачского района, с 1954 годабыла в составе Финеевского сельсовета, с 1971 года — в состав Песьяновского сельсовета, с 2005 года входит в состав Филипповского сельского поселения.
В конце XX века в деревне Санино бытовала легенда, согласно которой, их помещик отпустил крестьян на волю вместе с землёй задаром. Данная легенда является отголоском истории деревни Кашино, расположенной в 3 километрах от деревни Санино. В середине XIX века Ф. В. Мошков, владелец деревни Кашино отпустил крестьян (136 душ) вместе с землёй, не взяв с них денег, но по договору крестьяне должны были выплатить его долг Московскому опекунскому совету в размере 9520 рублей серебром, взять на себя уплату сборов с помещичьих имений и внести в Московский опекунский совет 5000 рублей серебром на непредвиденные несчастные случаи. 
Министром внутренних дел Перовским об этом необычном деле был подан доклад императору Николаю I. На подлинном докладе рукою его императорского величества написано: «Быть по сему». Санкт-Петербург, 1 октября 1848 года.

## Население
| 1859 | 1905 | 1959 | 1970 | 1979 | 1983 |
| ---- | ---- | ---- | ---- | ---- | ---- |
| 306  | 517  | 151  | 89   | 39   | 34   |

| 1859 | 1905 | 1926 | 1959 | 1970 | 1979 | 1983 |
| ---- | ---- | ---- | ---- | ---- | ---- | ---- |
| 306  | ↗517 | ↗548 | ↘151 | ↘89  | ↘39  | ↘34  |
| 2002 | 2010 | 2021 |      |      |      |      |
| ↗147 | ↗252 | ↘230 |      |      |      |      |

## Известные жители
В Кашине родился Герой Советского Союза Николай Андреевич Рыженков.

## Достопримечательности
- Церковь Пантелеймона Целителя (1910 год).[14]